# Guatteria recurvisepala
Guatteria recurvisepala är en kirimojaväxtart som beskrevs av Robert Elias Fries. Guatteria recurvisepala ingår i släktet Guatteria och familjen kirimojaväxter. Inga underarter finns listade i Catalogue of Life.